# Eupatorium perfoliatum/phosphorus/crotalus horridus
Eupatorium perfoliatum/phosphorus/Ccrotalus horridus (nome comercial: Proden) é uma associação medicamentosa homeopática utilizado pela medicina nos sintomas da dengue, desenvolvido pelo cientista da Faculdade de Medicina de São José do Rio Preto, Professor Doutor Renan Marino.
Os testes de toxicologia pré-clinica foram realizadodos pelo Laboratório de Pesquisa em Fármacos da Universidade Federal do Amapá.
Foi autorizado pela Agência Nacional de Vigilância Sanitária 8 em dezembro de 2008, sob o número nº 1.0266.0168.001-3, publicado no Diário Oficial do Brasil.

## Composição e função
- Eupatorium perfoliatum - fornece o quadro clínico sintomático da dengue. Era utilizada por índios estadunidenses para alívio da febre quebra-ossos.[5]
- Phosphorus - aumenta a proteção do fígado e estimula produção plaquetária e de fatores da coagulação.
- Crotalus horridus - fornece o quadro clínico sintomático da dengue hemorrágica. É o veneno da cobra cascavel diluído.[5]